# Renault Twizy
Der Renault Twizy ist ein zweisitziges Leichtelektromobil des französischen Herstellers Renault.

## Geschichte
Im Januar 2011 wurden die ersten serienreifen Einheiten des Twizys auf dem Festival Automobile International in Paris vorgestellt. 2011 wurde die Serienproduktion gestartet. Seit März 2012 war das Fahrzeug in Deutschland erhältlich, im September 2023 wurde die Produktion eingestellt. Das Nachfolgemodell Mobilize Duo wurde im Oktober 2024 vorgestellt.

## Modelle
Der Twizy wurde in zwei Motorisierungen angeboten. In Deutschland wurde bis Januar 2017 die offene Version nach Richtlinie 92/61/EWG wie ein Quad eingestuft (EG L7e) und umging damit zulassungsrechtliche Hürden für Personenkraftwagen. Diese Richtlinie erfasst vierrädrige Leichtkraftfahrzeuge mit mehr als 45 km/h und mehr als 50 cm³ oder auch mit einer Leistung von maximal 15 kW bei Elektroantrieb und einem Leergewicht (ohne Akku und Fahrer) von maximal 400 kg.
Nach der Richtlinie 92/61/EWG oder 2007/46/EG (max. 45 km/h und nicht mehr als 50 cm³ bzw. maximal 4-kW-Elektromotor) zählte die limitierte Version als vierrädriges Leichtkraftfahrzeug nach EG L6e.
Seit dem 1. Januar 2017 ist in Deutschland die europäische Verordnung (EU) Nr. 168/2013 des europäischen Parlaments und des Rates vom 15. Januar 2013 über die Genehmigung und Marktüberwachung von zwei- oder dreirädrigen und vierrädrigen Fahrzeugen geltendes Recht. Dies führte dazu, dass der Twizy in der bisherigen Form so nicht mehr verkauft werden konnte. In dieser Verordnung wurde die Grenze von 15 kW (L6e 4 kW) durch in der Bauartzulassung fest definierte Leistung (auch mehr als 15 kW), Höchstgeschwindigkeit (maximal 90 km/h für L7e) sowie Drehmomentwerte ersetzt.
Zusätzlich wird für eine Bauartzulassung nun vorausgesetzt, dass der Hersteller geeignete Maßnahmen getroffen hat, diese Werte gegen Veränderung zu sichern (Artikel 20 in der VO).
Das Einsteigermodell war der Twizy Urban 45 mit einer Höchstgeschwindigkeit von 45 km/h. Dessen Elektromotor hat eine maximale Leistung von 4 kW (5,4 PS) über 30 Minuten und kurz zum Beschleunigen für wenige Sekunden eine PeakLeistung von 7,6 kW (10 PS) und ein maximales Drehmoment von 33 Nm. Gefahren werden darf dieses Modell mit Versicherungskennzeichen ab dem Alter von 15 Jahren, wobei Auslandsfahrten erst ab dem Alter von 16 Jahren erlaubt sind, sofern eine Fahrerlaubnis der Klasse AM vorliegt.
Die Version mit 8,5 kW (12 PS), die über 30 Minuten abgerufen werden können, liefert mit ihrem Drehstrom-Asynchron-Elektromotor kurz zum Beschleunigen für wenige Sekunden eine PeakLeistung von 12,6 kW (17 PS), wurde in drei Ausstattungsvarianten (Urban, Color und Technic) angeboten und hat eine Höchstgeschwindigkeit von 80 km/h, das maximale Drehmoment liegt bei 57 Nm. Für diese Versionen werden ein Führerschein der Klasse B und eine amtliche Zulassung benötigt.
Zwischen Juni 2013 und Juli 2019 bot Renault den Twizy auch als einsitziges Nutzfahrzeug unter dem Namen Twizy Cargo an. Dabei fällt der zweite Sitz hinter dem Fahrersitz weg und es gibt eine Hecktür. Der „Kofferraum“ fasst 156 Liter. Laut Renault lassen sich zwei Getränkekisten übereinanderstapeln. Das Ladeabteil misst in der Grundfläche 55 cm × 50 cm und bietet eine Höhe von 95 cm.

### Nissan NMC
Eine umgebaute Version des Twizy wurde in Japan als Nissan New Mobility Concept (NMC) angeboten. Das Elektrofahrzeug wurde am 11. Oktober 2013 in Yokohama im Rahmen eines Carsharing-Programms namens „Choimobi Yokohama“ (Choimobi bedeutet auf Japanisch „einfache Mobilität“) in Betrieb genommen. Während des ersten Monats auf dem Markt meldeten sich über 2700 Kunden für den Dienst an. Bis Ende Oktober 2013 wurden insgesamt 45 Fahrzeuge zugelassen. Der NMC wird aufgrund seiner Abmessungen als Kei-Car eingestuft und ist mit gelben Nummernschildern ausgestattet.

Die Nissan-Version wurde auch von Scoot, einem amerikanischen Scooter-Sharing-Unternehmen, als Pilotfahrzeug für den Carsharing-Betrieb in San Francisco eingesetzt.

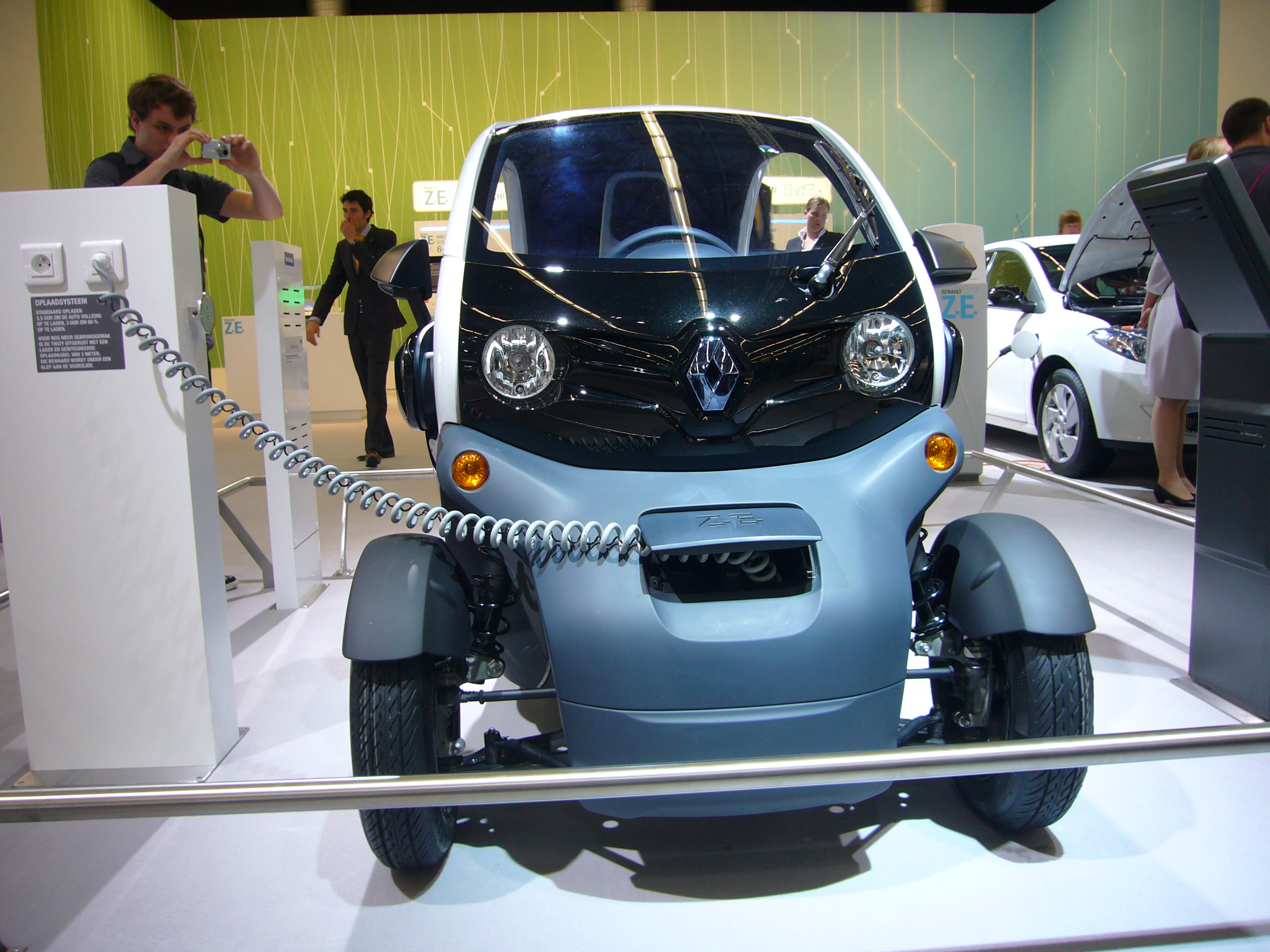
Überarbeitetes Konzept (2010), AutoRAI in Amsterdam
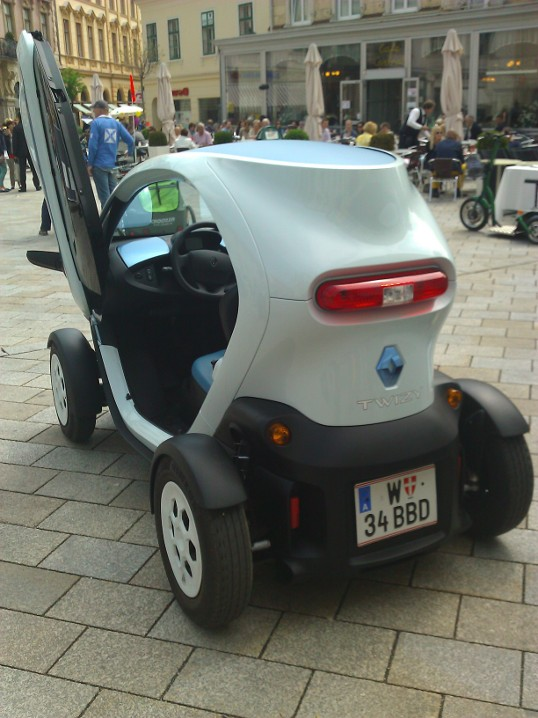
Heckansicht
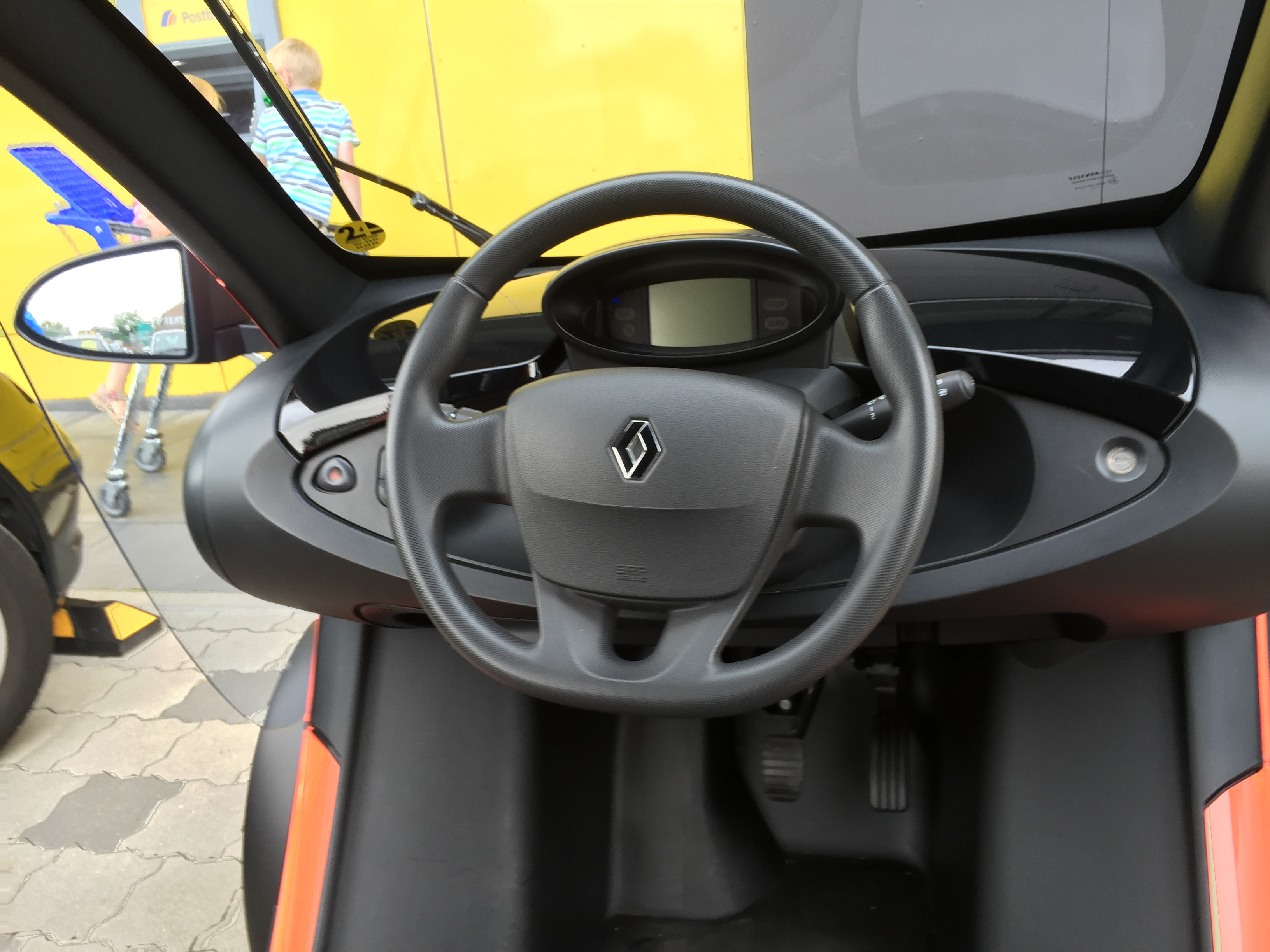
Cockpitansicht
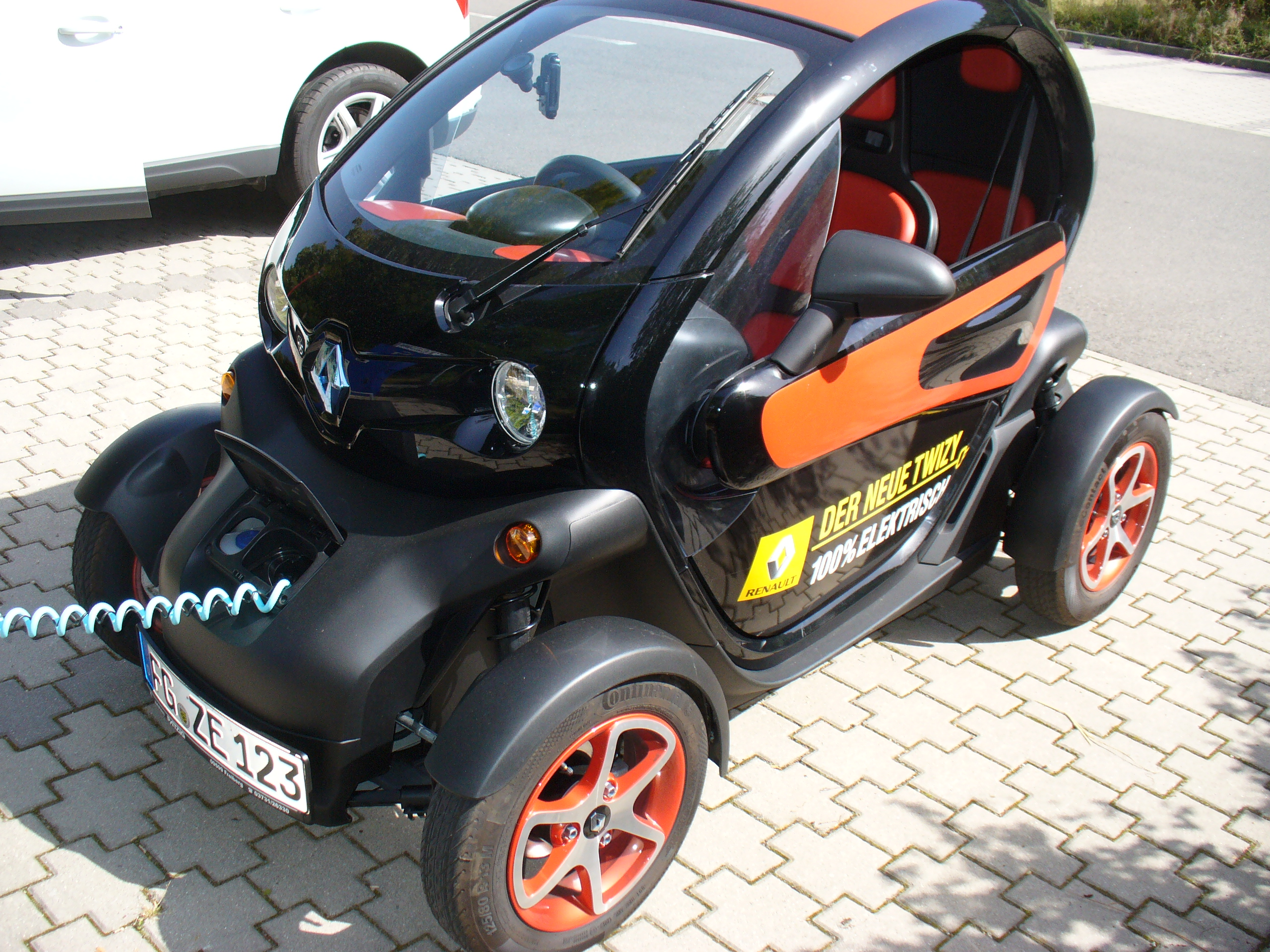
Laden des Akkus
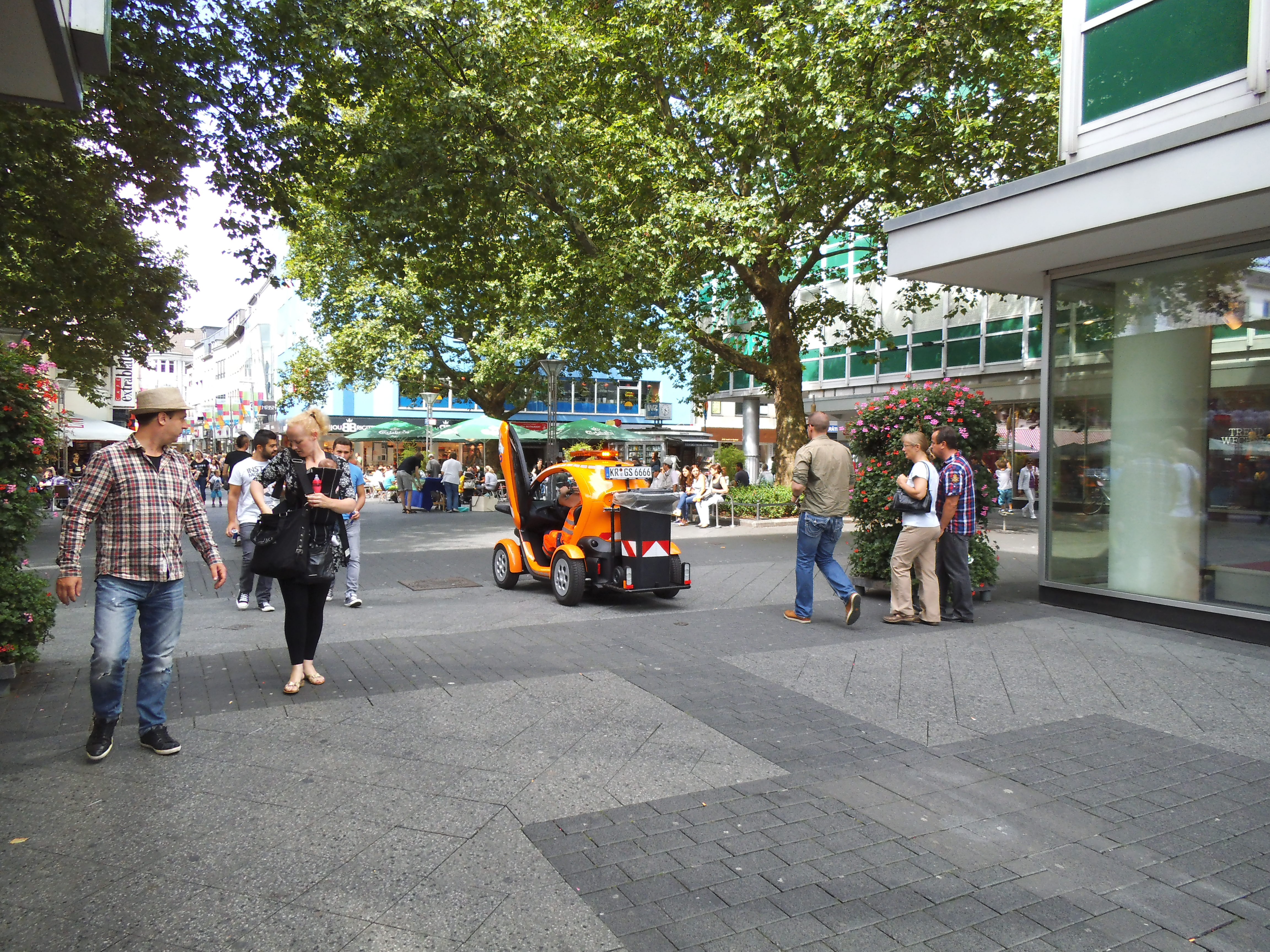
Twizy als Entsorger in Krefeld (2014)
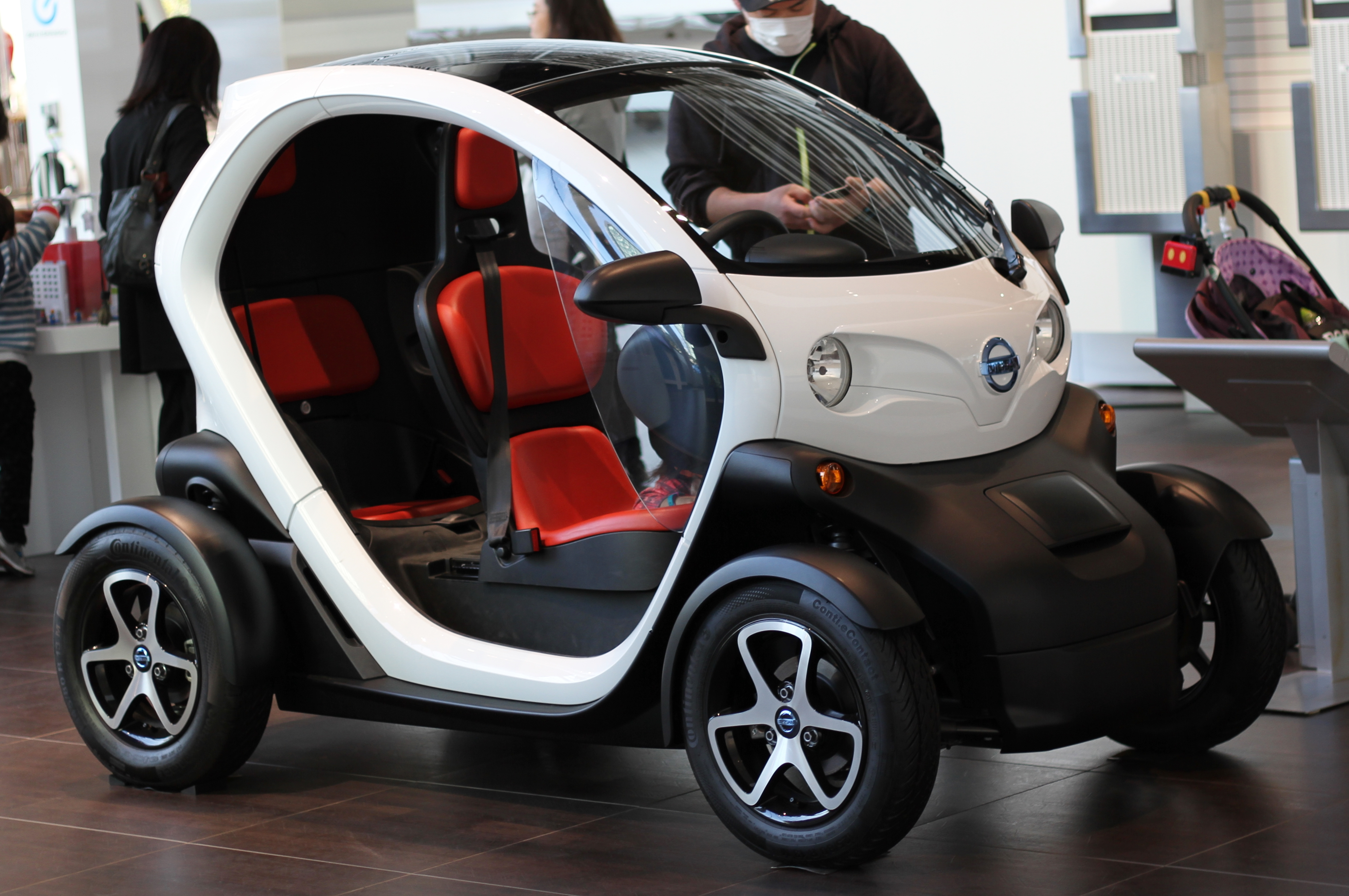
Nissan New Mobility Concept

## Ausstattungen
Die beiden Sitze des Twizy sind hintereinander angeordnet, wobei der Mitfahrer seine Beine links und rechts des Fahrersitzes positionieren muss. Das Fahrzeugkonzept ist aus der Vergangenheit bereits bei Rollermobilen, insbesondere vom Messerschmitt Kabinenroller, bekannt. Die zweisitzige Standardversion bietet nur einen kleinen Stauraum von etwa 31 l hinter dem Mitfahrer. Einen nutzbaren Kofferraum gibt es nur ohne den Platz für einen Mitfahrer in der Cargo-Version.
Zur Standardausstattung zählen ein Fahrerairbag, ein Gurtsystem vorne mit 3-Punkt-Sicherheitsgurt und einem vertikal geführten 2-Punkt-Gurt, bei den zweisitzigen Modellen ein 3-Punkt-Sicherheitsgurt hinten, integrierte Kopfstützen, vier Scheibenbremsen, eine verriegelbare Lenkradsäule, eine Handbremse mit Verriegelung bei ausgeschaltetem Kontakt, eine codierte elektronische Wegfahrsperre und ein manuell zu aktivierender Geräuschsimulator. Zwei Staufächer vorne, ein Staufach hinter dem Beifahrersitz und ein Bordcomputer mit integriertem Econometer gehören ebenfalls zur Serienausstattung. Durch die Elastizität des Elektromotors wird kein Schalt-Getriebe benötigt. Der Twizy Technic verfügt über eine Metallic-Lackierung, Leichtmetallräder und Karbon-Dekor innen und außen.
Die Lackierung wird je nach Modell für die Karosserie, den Einstiegsrahmen sowie die Außenspiegel in den vier Farben karibik-blau, salsa-rot, black-pearl (schwarz) und iglu-weiß angeboten, die untereinander kombiniert werden können.
Optional sind für alle Versionen des Twizy unter anderem nach oben schwenkende Scherentüren ohne Scheiben erhältlich. Seit Oktober 2012 können Seitenscheiben nachgerüstet werden. Eine Heizung ist nicht erhältlich, die Frontscheibe ist bei der 80er Version (8 kW) mit einer Scheibenheizung ausgestattet. Ein Scheibenwischer mit Wisch-Wasch-Funktion ist in beiden Motorisierungen ebenfalls vorhanden.

## Akku und Reichweite
Als Antriebsbatterie dient ein ca. 98 kg schwerer 6,1 kWh Lithium-Ionen-Akkumulator, welcher über das fest eingebaute Ladegerät an einer gewöhnlichen 230-V-Steckdose mit einer Leistung von ca. 2300 Watt aufgeladen wird. Bei neueren Ladegerätgenerationen ist dieser Wert auf 2000 Watt verringert worden. Die Ladegeräte der ersten Generation gingen oft wegen Überhitzung defekt.
Ein etwa drei Meter langes Spiral-Ladekabel mit einem Netzstecker (optional auch mit Typ-2-Stecker erhältlich (Ladeleistung bleibt bei einphasig 2 kW)) befindet sich in der Front des Twizy unter einer Kunststoffklappe. Für einen vollständigen Ladevorgang werden 3,5 Stunden und ca. 6,5 kWh benötigt. Nach einer Ladezeit von 2,5 Stunden ist der Akkumulator zu 80 %, nach 3 Stunden etwa zu 95 % geladen. Durch eine Schutzschaltung verringert das Ladegerät bei höheren Temperaturen seine Leistung auf bis zu 1500 Watt, wodurch sich die Ladezeit entsprechend verlängert. Die maximale Reichweite des Leichtkraftwagens liegt nach Fahrzyklus ECE-15 im Stadtzyklus des NEFZ mit voller Ladung bei einem Verbrauch von 6,3 kWh/100 km bei etwas unter 100 Kilometern. Üblicherweise wird eine Reichweite von 70 bis 80 km (im Winter von 50 bis 60 km) erzielt.
Allen Renault-ZE-Angeboten war bis Anfang 2021 gemein, dass die Fahrzeuge nur bei gleichzeitigem Abschluss eines Mietvertrages für die Antriebsbatterie mit der Renault Leasing verkauft wurden. Die Antriebsbatterie bleibt somit Eigentum der Renault Bank und verursacht laufende monatliche Kosten. Der Grenzwert für die Leistungsfähigkeit der Antriebsbatterie ist mit 75 % der zu Beginn vorhandenen Kapazität definiert. Danach gilt die Batterie als verschlissen und wird ausgetauscht, obwohl sie (bei verringerter Reichweite) noch funktionsfähig ist. Bei neueren Batteriemietverträgen (beispielsweise nach Gebrauchtwagenkauf) hat die RCI eine Klausel eingebaut, welche besagt, dass der Akku bei einem Fahrzeugalter von mehr als 10 Jahren erst ab einer Kapazität von 60 % als verschlissen gilt und ausgetauscht wird. Seit 2018 ist es zudem möglich, die Antriebsbatterie aus dem Mietvertrag herauszukaufen. Dies geschieht über die RCI und einen Renault Vertragspartner. Seit etwa März 2021 kann man die Fahrzeuge nur noch inkl. Akku erwerben.
Neben der Antriebsbatterie ist in der Fahrzeugfront ein 12 Volt VRLA-Akkumulator mit 14 Ah zur Spannungsversorgung von Steuergeräten, Beleuchtung, Entriegelungen und anderen Verbrauchern eingebaut. Diese Versorgungsbatterie wird bei eingeschalteter „Zündung“ sowie während des Ladens der Antriebsbatterie über einen Spannungswandler geladen. Häufig kommt es zu Defekten der Versorgungsbatterie durch Überladung, insbesondere bei hohen Außentemperaturen sowie bei über lange Zeit eingeschalteter Zündung.

## Preise

### Fahrzeugpreise
Der Renault Twizy wurde mit zwei Leistungsversionen gebaut, einmal mit einer Höchstgeschwindigkeit bis 45 km/h und die stärkere Version bis zu 80 km/h. Die Preise für die leistungsstärkeren Modelle waren höher (Stand der Preise allgemein: Februar 2013; für Deutschland: März 2017). In Deutschland und Österreich wurde im Februar 2013 nur das leistungsschwächere Modell angeboten, im April 2013 auch das leistungsstärkere:

#### Leichtfahrzeug gemäßEG L6e(bis 45 km/h)
- Renault Twizy Life 45: 6.950 € (AT/D/F), 4.917 € (E)
- Renault Twizy Color 45: 7.290 € (F)
- Renault Twizy Technic 45: 7.790 € (F)
- Renault Twizy Cargo 45: 7.980 € (D/F)

#### Leichtfahrzeug gemäßEG L7e(über 45 km/h)
- Renault Twizy Life: 7.650 € (AT/D/F), 5.409 € (E), 11.200 SFr, 6.690 £ (GB)
- Renault Twizy Color: 7.990 € (F)
- Renault Twizy Intens: 8.450 € (AT/D/F), 5.972 € (E), 12.350 SFr, 7.400 £ (GB)
- Renault Twizy Cargo: 8.680 € (D/F)
- Renault Twizy Sport Edition: 9.500 € (D)

#### Preise 2022
Im Mai 2022 wurden in Deutschland Preise ab 11.450 € (45-km/h-Version) bzw. ab 12.150 € zuzüglich Überführung aufgerufen, in der Version life, z. B. ohne Türen. Es kommt eine Batteriemiete für 50 €/Monat bei einer Jahreslaufleistung von 7.500 km und 36 Monaten Laufzeit hinzu (Stand August 2022).

### Batteriemiete
Je nach Laufleistung und Laufzeit des Mietvertrages gestaffelt von (Stand: 23. Juli 2018):
- 50 € pro Monat bei 7.500 km Laufleistung im Jahr bei 36 Monaten Laufzeit (=8,00 Ct/km)

bis:
- 62 € pro Monat bei 15.000 km Laufleistung im Jahr bei 36 Monaten Laufzeit (=4,96 Ct/km)

Bei verkürzter Mietlaufzeit von 12 oder 24 Monaten erhöht sich die Monatsmiete um 5 €.
Im Hinblick auf die Betriebskosten ist festzustellen, dass die Batteriemiete kostenseitig einem Benzinverbrauch von bis zu 6,15 Litern pro 100 km entspricht (unterstellt einen Benzinpreis von 1,30 €, 36 Monate Mietlaufzeit, 7.500 km pro Jahr bei voller Ausnutzung der vertraglichen Kilometerleistung, nicht enthalten die Stromkosten zur Ladung der Batterie).
Seit Mitte des Jahres 2018 ist es auf Anfrage bei der Renault Bank möglich, sich ein Angebot zur Auslösung des Akkus aus einem laufenden Mietvertrag einzuholen.
Der Kauf geschieht dann mit Gewährleistung durch einen Renault-Händler an den Endkunden.

### Keine staatliche Förderung
Die von 2016 bis 2023 gewährte staatliche Kaufprämie der deutschen Bundesregierung für Elektroautos galt nur für reguläre Personenkraftwagen. Der Twizy wurde jedoch als Leichtfahrzeug oder Quad eingestuft. Somit wurde keinerlei staatliche Förderung gewährt.

### Verkaufszahlen und Lieferengpässe
Im ersten Jahr der Auslieferung (neun Monate nach März 2012) wurden in Deutschland etwa 1800 Fahrzeuge verkauft und zugelassen. Die Jahresproduktion weltweit betrug etwa 9000 Einheiten. Dies änderte sich schon drastisch im zweiten Jahr. Der Absatz fiel auf 3300 Fahrzeuge zurück. In Deutschland belief sich die Zahl auf etwa 800 Fahrzeuge. Wohl als Reaktion auf diese Verkaufszahlen wurde die Jahresproduktion in den darauffolgenden Jahren auf 2500 Einheiten reduziert.
Im Zuge einer befristeten Kaufpreisreduktion von 2000 Euro („Elektrobonus“) durch Renault zwischen 1. Januar und 30. April 2016 führte dies in Deutschland zu einem Engpass mit Lieferzeit von bis zu sechs Monaten. Aufgrund einer nachträglichen europäischen Homologierung auf die EU-Verordnung 168/2013 war außerdem der Twizy seit Mitte Juni 2016 offiziell nicht mehr zu bestellen; Fahrzeuge, die sich in der Auslieferung befanden oder bei Händlern lagerten, mussten bis zum 31. Dezember 2016 zugelassen werden, da sie ansonsten unter den gleichen Zulassungsstopp wie Neufahrzeuge fielen. Laut Renault Deutschland sollte dieser Zustand womöglich bis zum Mai 2017 anhalten.
Ab März 2017 wurden wieder Bestellungen angenommen. Aber schon wenige Wochen später wurde ein erneuter Bestellstopp ausgerufen, da aufgrund der vielen vorliegenden Anträge bei Händlern die Fertigungskapazitäten bis Jahresende (300 Twizys pro Monat) erschöpft waren.
Erste Twizy nach EU-Verordnung 168/2013 wurden ab Juni 2017 ausgeliefert. Diese unterscheiden sich durch ein orangefarbenes Ladekabel von den Vorgängermodellen (blaues Ladekabel).
Seitdem sind die Verkaufszahlen stark schwankend. Weltweit wurden 2017 nur 853 Fahrzeuge verkauft, 2018 bis September nur 1145 Fahrzeuge.
Insgesamt sind in den Jahren 2012 bis 2018 etwa 4800 Twizys in Deutschland zugelassen worden.
Eine Neubestellung war im Sommer 2019 bei Renault-Händlern nicht möglich, da die Verlagerung der Produktionsstätte von Spanien nach Südkorea zu einem längeren Produktionsstopp führte. Erst ab Anfang Februar 2020 wurden bei Renault wieder Bestellungen für die nun in Korea gefertigten Fahrzeuge angenommen. Mit Lieferfristen von ca. 4 bis 5 Monaten konnte dann ein Modell inkl. Akku bestellt werden.

## Herstellung und Vermarktung
Hergestellt wurde das Fahrzeug von 2011 bis Mitte 2019 im spanischen Werk der Factoría Carrocería Montaje Valladolid Renault España S.A. in Valladolid. Von 2019 bis zum Produktionsende 2023 erfolgte die Fertigung im Renault-Samsung-Werk in Busan (Südkorea) von wo aus die Fahrzeuge nach Europa exportiert wurden.
Vertrieben wurde das Modell über den Namen des Projektes Renault Z.E. Renault vermarktete den Twizy über den französischen DJ David Guetta als Markenbotschafter. So wurden in drei Musikvideos zu seinen Songs (Where Them Girls At, The Alphabeat und Rest of My Life) Twizys in die Handlung eingebunden.

## Renault Twizy Sport F1

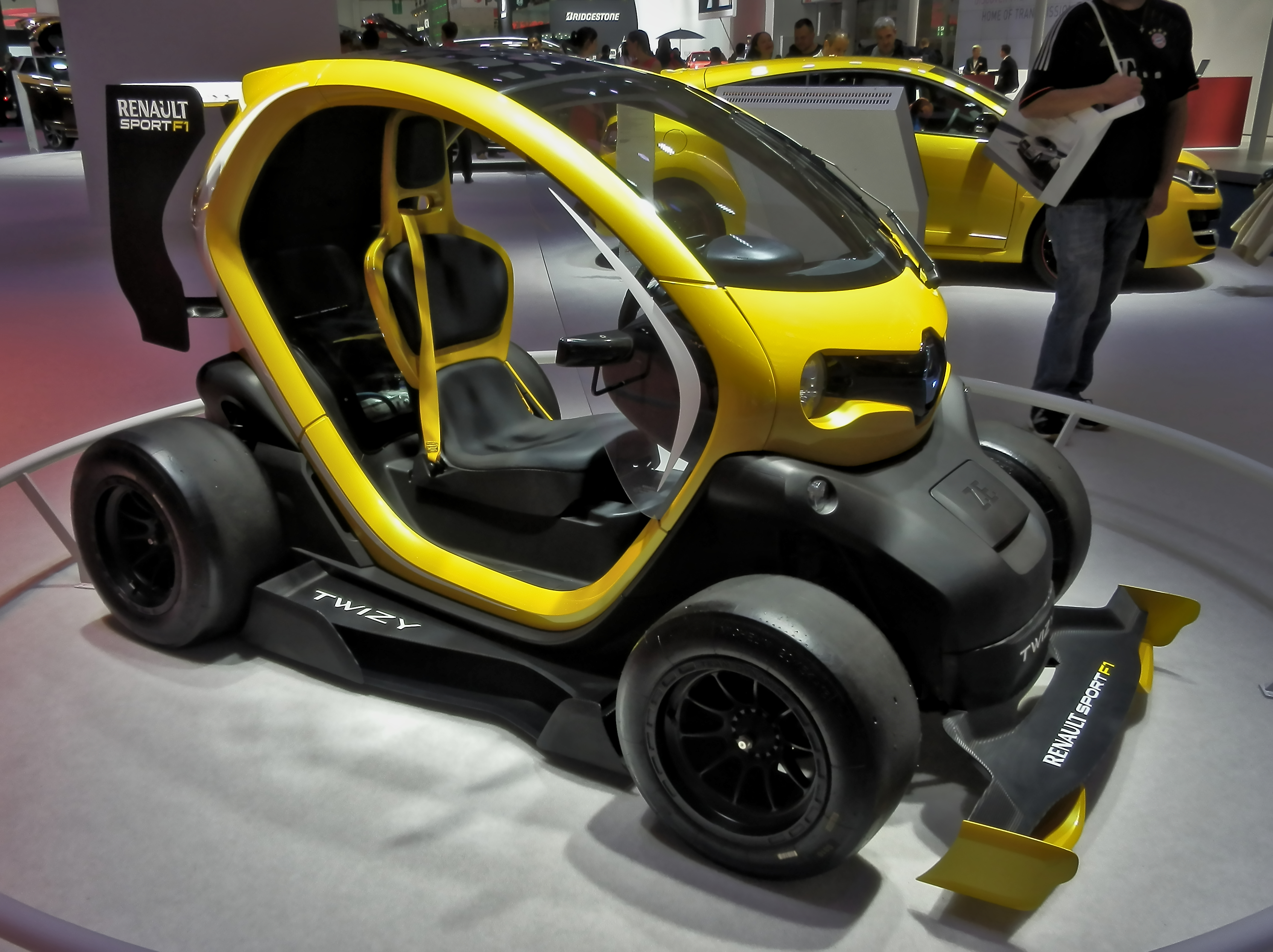
Renault Twizy Sport F1 auf der IAA 2013

Ein Concept für eine Sportversion ist der 2013 vorgestellte Renault Twizy Sport F1. Dieser wird aber nicht produziert und ist dementsprechend für Endkunden nicht erhältlich.